# Anaeromyces
Anaeromyces Breton et al. – rodzaj grzybów należący do rodziny Neocallimastigaceae.

## Systematyka i nazewnictwo
Pozycja w klasyfikacji według Index Fungorum: Neocallimastigaceae, Neocallimastigales, Incertae sedis, Neocallimastigomycetes, Incertae sedis, Chytridiomycota, Fungi.
Synonimy nazwy naukowej: Ruminomyces Y.W. Ho.

## Charakterystyka
Grzyby z rodzaju Anaeromyces to anaeroby żyjące w żwaczach, jednym z ich produktów przemiany materii jest wodór.

## Gatunki
- Anaeromyces contortus R.A. Hanafy, B. Johnson, M.S. Elshahed & N.H. Youssef 2018
- Anaeromyces elegans (Y.W. Ho) Y.W. Ho, 1993
- Anaeromyces mucronatus Breton, Bernalier, Dusser, Fonty, B. Gaillard & J. Guillot., 1990
- Anaeromyces polycephalus (Y.C. Chen, C.Y. Chien & R.S. Hseu) Fliegerová, K. Voigt & P.M. Kirk 2012
- Anaeromyces robustus O'Malley, Theodorou & Henske 2016

Wykaz gatunków (nazwy naukowe) na podstawie Index Fungorum. Nazwy polskie na podstawie rekomendacji Komisji ds. Polskiego Nazewnictwa Grzybów przy Polskim Towarzystwie Mykologicznym.